# BB 37000
,,
Les BB 37000 sont des locomotives électriques de la SNCF.

## Caractéristiques
Les BB 37000 sont issues de la famille Prima d'Alstom, avec les BB 27000 et BB 27300 et E 37500 et appartiennent à l'activité Fret de la SNCF ou à son loueur, Akiem. Leur introduction a entraîné le retrait des BB 20200.

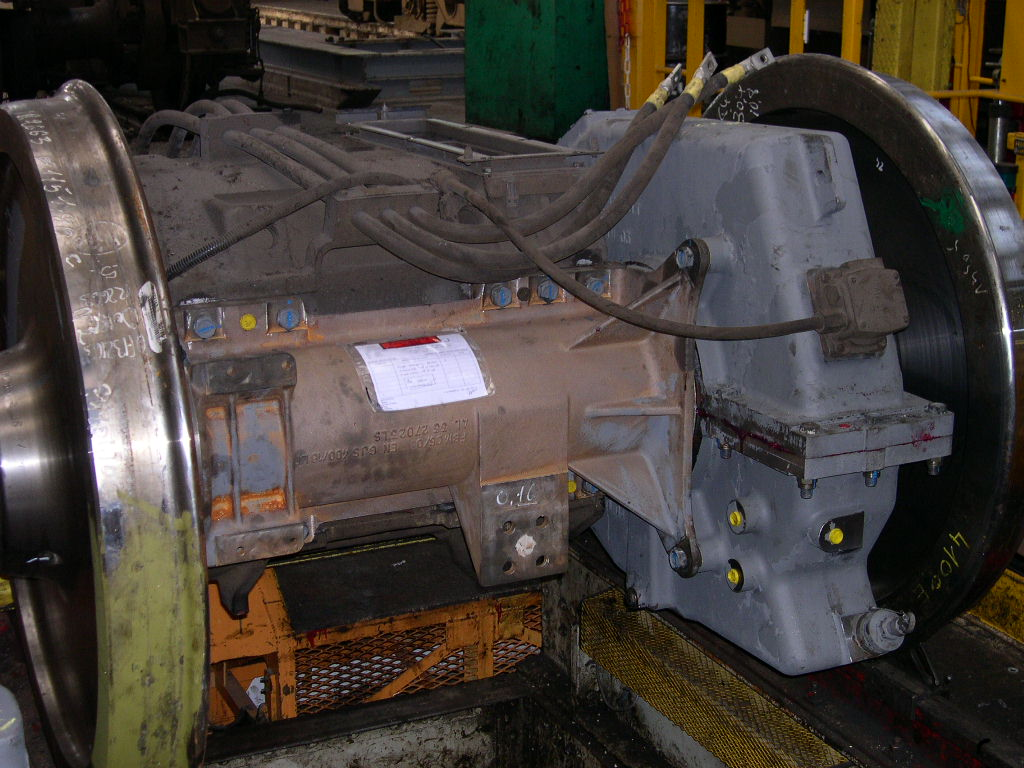
Moteur asynchrone 6 FRA 4567

Ce sont des locomotives à poste de conduite central type EUDD (EUropean Drivers Desk), c'est-à-dire normalisé suivant une norme européenne visant à faciliter la formation des conducteurs et l’échange de matériel entre compagnies en Europe. Elles sont bi-courant et tri-tension (1,5 kV continu, 25 kV 50 Hz et 15 kV 16 2/3 Hz). Elles fonctionnent avec une motorisation asynchrone (4 moteurs asynchrones 6 FRA 4567 à cage d'écureuil et ventilation forcée). Les moteurs, suspendus par le nez, reposent sur l’essieu de la locomotive via un canon-box. Cette disposition convient parfaitement pour des vitesses jusqu’à 140 km/h.
Les transformateurs qui servent à modifier le courant pour les moteurs de traction ont été fabriqués par l'usine de transformateurs de Tarbes grâce à une commande d'Alstom.
Ces locomotives, en plus du KVB nécessaire pour circuler en France, sont équipées du PZB/LZB pour l’Allemagne et du ZUB SIGNUM pour la Suisse.

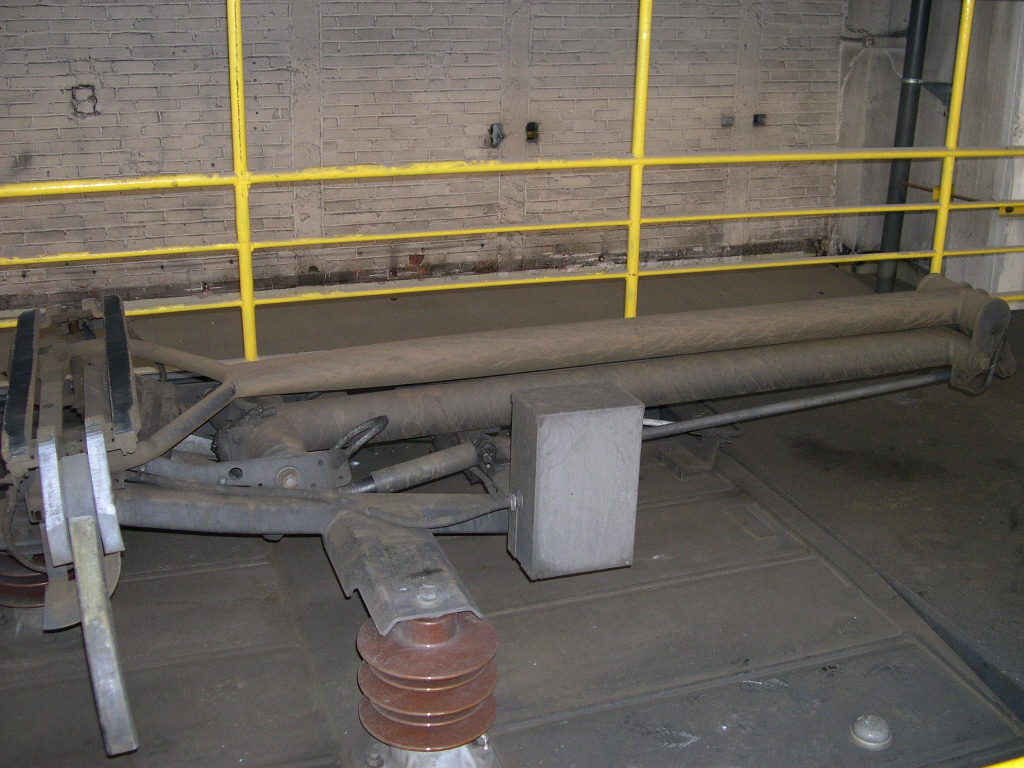
Pantographe SX 001 BU

Trois pantographes se chargent de capter le courant à la caténaire :
- Un pantographe monophasé (SX 005 BU) pour le captage du 25 kV 50 Hz et du 15 kV 16 2/3 Hz en Suisse ;
- Un pantographe continu (SX 002 BB) pour le captage du 1,5 kV continu ;
- Un pantographe monophasé (WBL 85) pour le captage du 15 kV 16 2/3 Hz en Allemagne.

## Effectif

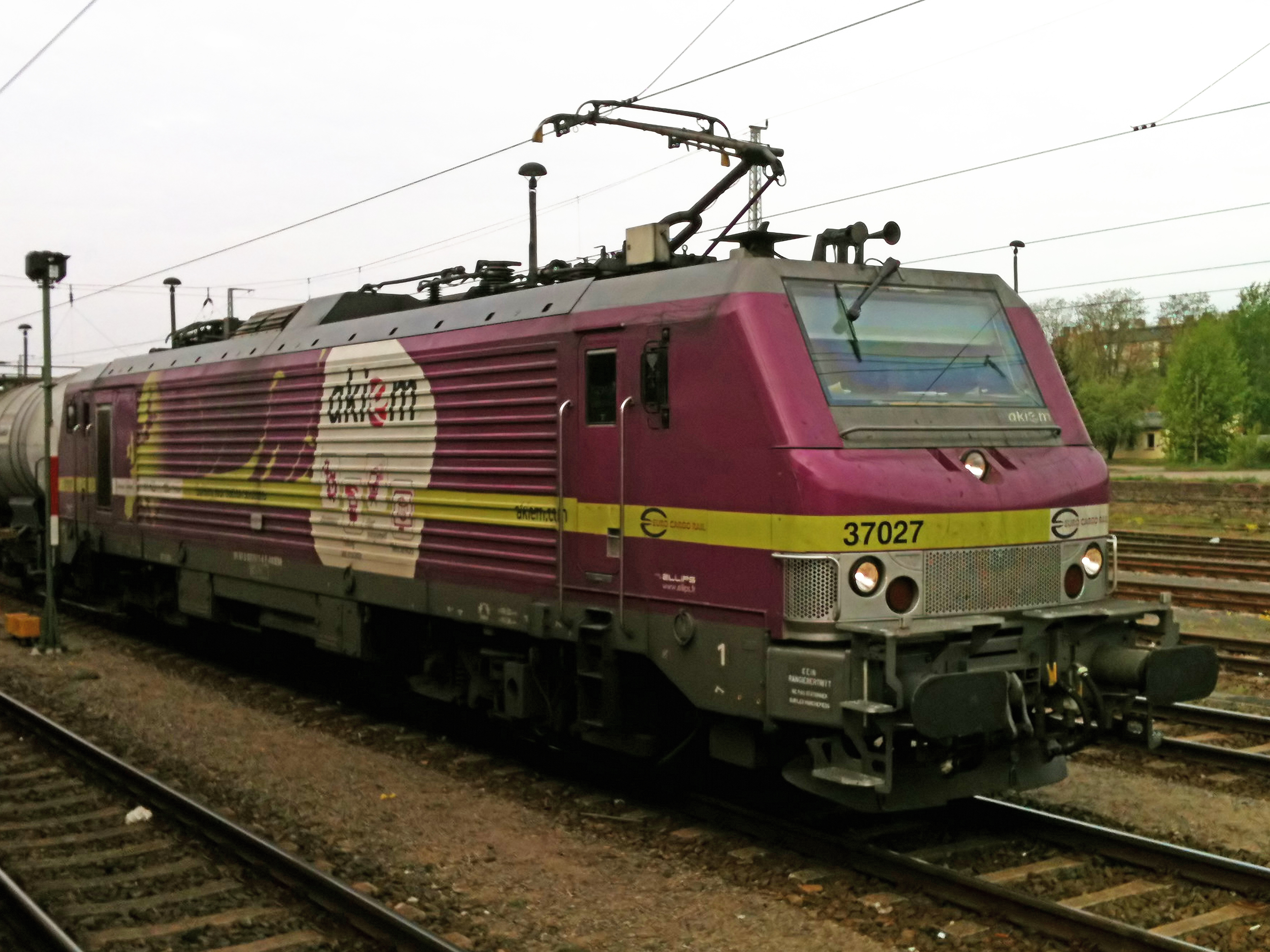
BB37027 de Akiem avec la livrée InnoTrans 2010, vue à Eberswalde en Brandebourg, Allemagne

Ces locomotives tricourant sont affectées à la filiale Fret de la SNCF essentiellement sur l'axe Bettembourg – Bâle[réf. nécessaire] ou à son loueur, Akiem.
La BB 37007 a été radiée le 5 décembre 2006 à la suite de collision de Zoufftgen avec un train de voyageurs.
La BB 37027 a été pelliculée avec la livrée Akiem de présentation aux compagnies, différentes de la livrée Akiem grise .
Les locomotives Akiem sont louées à des opérateurs privés opérant en France et en Europe (principalement en Allemagne) et arborent diverses livrées, et notamment la livrée grise.
Depuis le changement d'horaire Suisse de décembre 2015, un train Cargo en provenance de France est tracté par la BB 37060 jusqu'à Lausanne-Triage et vice-versa.
Au troisième quatrième 2016, le parc BB 37000 en service est de 59 exemplaires géré par deux Supervisions techniques de flotte :
- « STF Locomotives électriques Fret » (SLE)[7], avec les 25 exemplaires de Fret SNCF ;
- « STF Tiers (Mastéris) » (SFT)[8] avec 34 exemplaires loués par Akiem aux opérateurs privés européens.

## Modélisme
- Les BB 37000 ont été représentées en modélisme en H0 par la marque Mehano. Elles sont annoncées pour le courant de l'année 2015 par Os.Kar en H0 et par Rocky-Rail en N[9]

## Sources